# Kriegsschule (Potsdam)
Die historische Königlich-Preußische Kriegsschule bzw. der Schwechten-Bau ist ein Gebäudekomplex, der von 1899 bis 1902 auf Weisung Kaiser Wilhelms II. auf dem Potsdamer Brauhausberg errichtet wurde. Das Gebäudeensemble wurde auch nach der Auflösung der Kriegsschule im Jahr 1919 ständig genutzt; von 1946 bis 1952 und von 1990 bis 2013 beherbergte es den Brandenburgischen Landtag, bis es vom Potsdamer Stadtschloss abgelöst wurde. Von Dezember 2015 bis September 2018 war es eine Flüchtlingsunterkunft. In der DDR-Zeit setzte sich der Spitzname „Kreml“ für den Komplex durch.

## Gebäude

Die neue Kriegsschule, 1902, Grafik

Das Gebäude entstand von 1899 bis 1902 nach Plänen von Franz Schwechten. Die architektonische Auslegung im Stil der englischen Cottage-Bauweise mit Fachwerk und weißgeputzten Feldern unter Verwendung von Renaissance-Motiven erfolgte nach den Vorgaben des Kaisers. Als Standort favorisierte Wilhelm II. unter Bezugnahme auf Schanzanlagen, die an dieser Stelle 1813 errichtet worden waren, den Brauhausberg. Dieser befand sich im Besitz der Forst-Verwaltung des Kreises Zauch-Belzig und wurde nun langfristig gepachtet. Die Bauleitung wurde dem Garnison-Bauinspektor Martin Meyer übertragen. Der Neubau sollte eine alte Einrichtung in der Potsdamer Waisenstraße (heute Dortustraße) ersetzen, die für die gestiegenen Ansprüche nach der Reichsgründung nicht mehr geeignet war.
Für den Haupteingang diente die Porta Palio in Verona als Vorbild. Zentraler Teil des Gebäudekomplexes war ein 1804 nach dem Wunsch von Friedrich Wilhelm III. für Königin Luise errichteter 64 m hoher Aussichtsturm (Luisenturm), der in das Bauensemble integriert wurde. 1936 kappte man den neogotischen Turm mit Fachwerkaufsatz, Erkern, Umgang, Kreuzdach und Glockendach um 14 m auf 50 m Höhe und ersetzte das kunstvoll gestaltete Dach durch ein monotones Zeltdach. Die Zerstörung der Potsdamer Landmarke geschah auf Anordnung des nationalsozialistischen Oberbürgermeisters von Potsdam und Brauhausbergbewohners Hans Friedrichs. Die angeblich wilhelminische Architektur war für Friedrichs nicht mehr zeitgemäß.
Im Jahre 1935 konnte ein Anbau am Gebäude den stets größer werdenden Umfang der Akten wieder bewältigen.
Am 14. April 1945 wurde das Gebäude bei Bombardierungen der Royal Air Force teilweise zerstört; die hier gelagerten Akten wurden, trotz erster Auslagerungen bereits ab 1943, zum großen Teil vernichtet.
Erst Ende der 1940er Jahre ließ der nun zuständige neugegründete Rat der Stadt Potsdam die Gebäude notdürftig wieder instand setzen, weil sie als Schule genutzt werden sollten, was jedoch nicht erfolgte.
Zu den technischen Besonderheiten des Gebäudes gehört unter anderem die Niederdruckdampfheizung, die seit 1902 fast unverändert in Betrieb ist. Die Temperatur in den Räumen lässt sich in der Regel nur durch das Öffnen der Fenster regulieren. Von derartigen Anlagen gibt es ansonsten weltweit nur noch einige in Frankreich.
Durch die SED-Bezirksleitung erfolgten weitere Anbauten, so dass ein fast geschlossener Hofkomplex entstanden ist.

## Preußische Kriegsschule
Bereits vor dem Deutschen Kaiserreich bestand in Potsdam eine Kriegsschule, die in der Waisenstraße (heute Dortustraße) angesiedelt war. Sie wurde im Herbst 1859 zusammen mit einer Kriegsschule in Erfurt gegründet. Erster Direktor wurde Friedrich von Stiehle.
Die Kriegsschule erhielt auf Weisung Wilhelms II. einen Neubau auf dem Brauhausberg. Sie diente der Ausbildung von Offizieren der preußischen Armee im Deutschen Kaiserreich. Der erste Lehrgang begann einen Tag nach der Einweihung des Gebäudes mit Fähnrichen. Während des Ersten Weltkriegs wurde die Kriegsschule als Bataillonssammelstelle genutzt. Die straßenseitige Fassade des Gebäudes steht unter Denkmalschutz.

### Direktoren der Kriegsschule
- 1849–0000: Friedrich von Stiehle, Major[7]
- 1867–1872: Willibald von der Goltz, Major[9]
- 1902–1906: Ernst von Arnim, Oberstleutnant
- 1906–1911: Guido Sontag, Oberst
- 1911–1913: August von Geyso, Oberstleutnant
- 1914–0000: Grube, Oberstleutnant

## 1919: Aus der Kriegsschule wird das Reichs- und Heeresarchiv

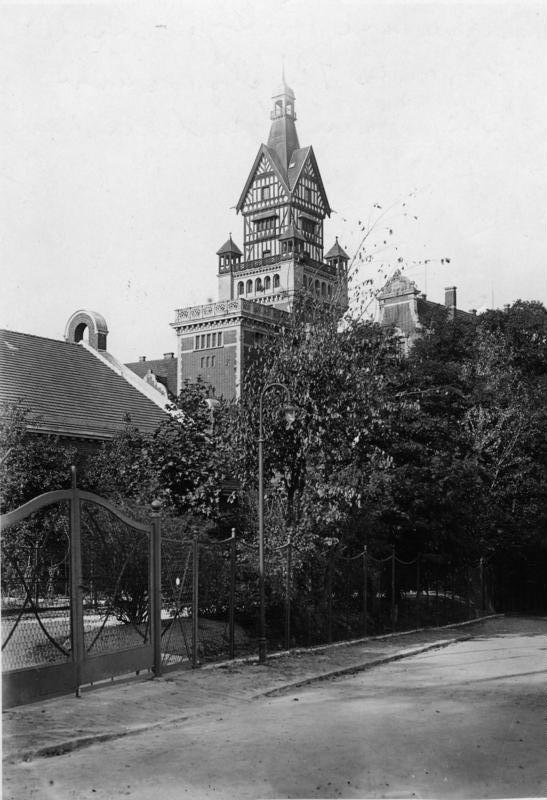
Neogotischer Turm (Luisenturm) des Reichs- und Heeresarchivs auf dem Potsdamer Brauhausberg, 1929

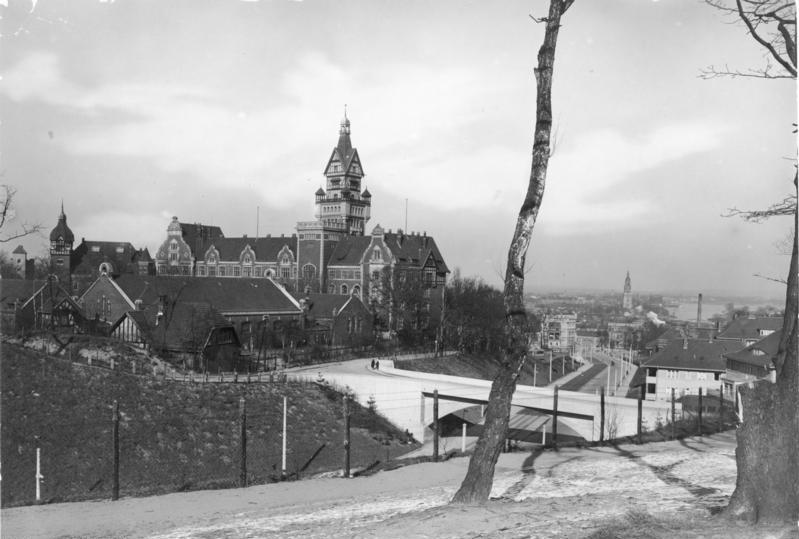
Panoramasicht auf das Gebäude, 1930

Durch den Versailler Vertrag wurden 1919 Kriegsschulen in Deutschland verboten. Deshalb wurde beschlossen, in dem Gebäude künftig die zivilen und militärischen Akten des Deutschen Reiches zu verwalten. Das Gebäude wurde nun zum Reichsarchiv umgerüstet, dessen Hauptaufgaben darin bestanden,
1. das Schriftgut des Heeres und der Kriegsgesellschaften des Ersten Weltkrieges zu übernehmen und die archivreifen Akten der Reichsbehörden zu erfassen,
2. für Verwaltungs- und Wissenschaftszwecke Auskünfte zu erteilen und
3. eine eigene wissenschaftliche Erforschung der Geschichte des Deutschen Reiches insbesondere des Ersten Weltkrieges, durchzuführen.[10]

Wegen beengter Lagerungsmöglichkeiten wurden zunächst einige Außenstellen in der Stadt eingerichtet, auf dem Gelände stellte man Baracken auf, begann jedoch gleichzeitig einen festen Anbau, der 1935 bezogen wurde. Im gleichen Jahr wurden die zivilen Archivbestände ausgelagert, so dass die Gebäude nun das Heeresarchiv Potsdam bildeten. Ab 1936 wurde das Heeresarchiv zu einer selbstständigen Behörde unter Leitung von Friedrich von Rabenau; Ernst Zipfel blieb bis 1945 Leiter des Reichsarchivs, das seinen Dienstsitz in Potsdam behielt.

### Präsidenten des Reichsarchivs
- Hermann Ritter Mertz von Quirnheim, Oberst, dann Generalmajor a. D. (1919–1931)
- Hans von Haeften, Generalmajor a. D. (1931–1934)
- Ernst Zipfel (1935–1945)

### Einige Mitarbeiter
- Wilhelm Dieckmann
- Karl Heinrich Schäfer
- Otto Korfes
- Adolf Friedrich Graf von Schack
- Albrecht Mertz von Quirnheim, Sohn des o. g. Präsidenten
- Hans Bernd von Haeften, Sohn des o. g. Präsidenten

## Nutzung von 1945 bis 1990
In der Nachkriegszeit gab es Auseinandersetzungen um die Instandsetzung und Verwendung der beschädigten Gebäude zwischen dem Rat der Stadt Potsdam und dem sowjetischen Militärkommandanten Oberst Andrej Werin. Bis zum Juni 1948 nutzte die sowjetische Militäradministratur das Gebäude, danach übergab man „das Haus des Deutschen Staatsarchivs in Potsdam, Am Havelblick Str. Objekt 2227 mit der gesamten Fußbodenfläche von 5600 m²“ an das Land Brandenburg. Die Abteilung Finanzen und Steuerwesen des Finanzministeriums zog zunächst hier ein. Da der Landesverband Brandenburg der SED den Gebäudekomplex für seine eigene Verwaltung beanspruchte, wurde die ehemalige Kriegsschule 1949 Sitz der SED-Landesleitung Brandenburg und ging gleichzeitig in das Eigentum dieser Partei über. Bald darauf, am 1. August 1952, wurden die Länder aufgelöst und Bezirke der DDR gegründet. So wurde der Schulgebäudekomplex nun von der SED-Bezirksleitung Potsdam genutzt.
Im Volksmund hieß das Parteihaus bald der „Kreml“, weil hier die Vorgaben der Sowjetunion auf DDR-Möglichkeiten umgesetzt wurden. Der Einzug der SED-Bezirksleitung führte zum Übergang bisher genutzter Immobilien (Hebbelstraße 49, Friedrich-Ebert-Straße 37 und 67) an die Stadt Potsdam.

## Landtagssitz von 1990 bis 2013

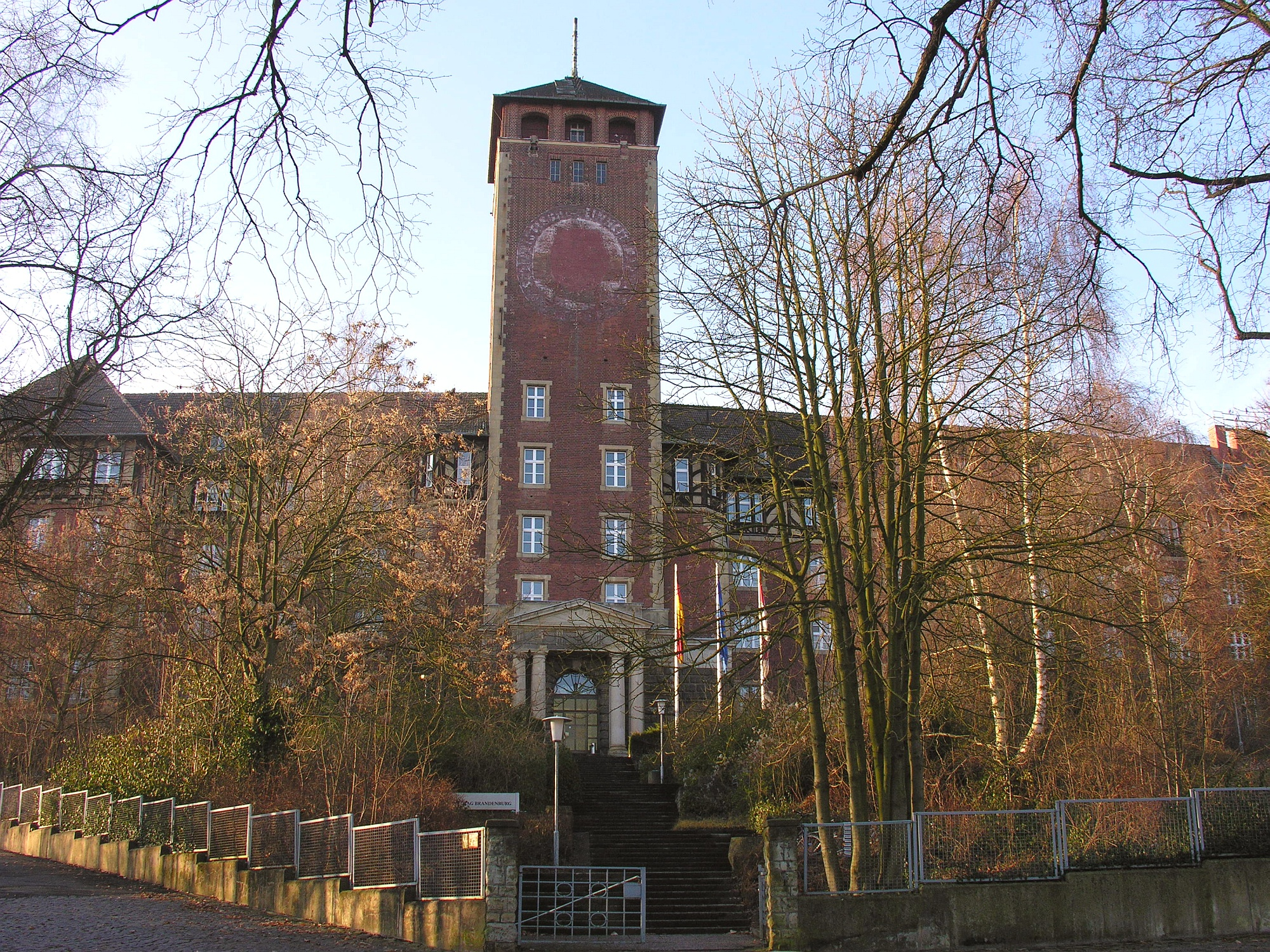
Das Gebäude als Landtagssitz, 2008

Nachdem der 1990 gewählte Brandenburgische Landtag beschlossen hatte, seinen Sitz in die ehemalige Kriegsschule zu verlegen, wurde diese 1991 mit Millionenaufwand wieder hergerichtet und am 25. September des Jahres bezogen. Das Vermögen der früheren SED ging mit der Wiedervereinigung in den Besitz des Landes Brandenburg über und damit auch die Immobilie auf dem Brauhausberg. Das Gebäude selbst entsprach dabei auch mit den in der DDR-Zeit hinzugefügten Anbauten nie in vollem Umfang den Anforderungen eines Landesparlaments, es erforderte hohe Unterhaltungskosten und hatte auch eine eher ungünstige Lage. So wurde es schon als Provisorium bezogen, während 1995 erste konkrete Forderungen nach einem Ersatz aufkamen. Nach dem Wiederaufbau des Stadtschlosses am Potsdamer Alten Markt fand am 22. November 2013 die letzte Landtagssitzung auf dem Brauhausberg statt. Seit Januar 2014 hat der Landtag im Stadtschloss seinen neuen Sitz.

## Flüchtlingsunterkunft, geplanter Umbau zu Wohnungen, Großbrand
In dem Gebäude sollten ab 2016 Wohnungen entstehen. Aufgrund der Flüchtlingskrise von 2015 wurde es von der Stadt Potsdam angemietet und von Dezember 2015 bis September 2018 als Flüchtlingsunterkunft genutzt. Zeitweilig waren im Gebäude bis zu 414 Flüchtlinge untergebracht. Ab dem zweiten Halbjahr 2019 sollte der zwei Millionen teure schon für 2016 geplante Umbau der Räume zu 200 Wohnungen beginnen. Nach Verzögerungen wurde das Grundstück von einem Berliner Investor erworben, welcher angab im 4. Quartal 2022 mit dem Umbau zu Luxuswohnungen einschließlich einer Rekonstruktion des neogotischen Turmes zu beginnen. Die Fertigstellung sei bis Ende 2026 geplant.
Der historische Turm des „Kremls“ wurde mehrmals für propagandistische Unterstützung des Angriffskrieges Russlands gegen die Ukraine missbraucht: Unbekannte bemalten den Turm sowohl mit der Flagge der Russischen Föderation als auch mit den Zeichen Z und V.
Am 5. August 2023 kam es zu einem Brand im Südflügel des seit Jahren leer stehenden Gebäudes. Der Umbau zu Wohnungen hatte noch nicht begonnen. Der ehemalige Plenarsaal brannte völlig aus, der darüberliegende Dachstuhl stürzte ein. Das Landesdenkmalamt stufte dennoch im September 2023 nicht mehr nur die Fassade des „Kreml“, sondern den gesamten Komplex am Brauhausberg als schutzwürdig ein. Die Stadt Potsdam kritisierte, dass der Eigentümer die geforderte Sicherung der Brandruine auf dem Brauhausberg unterlassen hat und drohte mit Ersatzvornahme. Polizeiliche Ermittlungen ergaben als Ursache mit hoher Wahrscheinlichkeit Brandstiftung. Im Frühjahr 2024 diente die brandgeschädigte Kriegsschule dem Studio Babelsberg als Filmkulisse.

## Geplanter Unicampus
Im Juni 2025 wurde bekannt, dass die Hasso Plattner Foundation den Umbau der Liegenschaft zu einem Campus der Universität Potsdam finanzieren wird.

## Film
- Der Brauhausberg in Potsdam. Potsdams Hügel der Macht. Dokumentarfilm, Deutschland, 2020, 44:29 Min., Buch und Regie: Julia Baumgärtel und Attila Weidemann, Produktion: Weideglück TV, rbb, Reihe: Geheimnisvolle Orte, Erstsendung: 6. Oktober 2020 im rbb, Inhaltsangabe.  U.a. mit dem Militärhistoriker Winfried Heinemann und dem Potsdamer Museologen und Historiker Thomas Wernicke.